# Haworthia cooperi
Haworthia cooperi es una especie de planta suculenta perteneciente a la familia Asphodelaceae. Es originaria de Sudáfrica.

## Descripción
Es una planta suculenta perennifolia con 30-40 hojas dispuestas en forma de roseta, oblongo-lanceoladas, de color verde claro, diáfano en la parte superior con líneas verticales, planas en el haz, convexa en la parte posterior provista de una arista pelúcida grande, márgenes y quilla ciliada. La inflorescencia en forma de simple racimo, con pedicelos muy cortos,y  brácteas deltoides.

## Distribución
El área de distribución natural de esta especie se encuentra en la Provincia Cabo Oriental, Sudáfrica. Aquí crece aproximadamente entre Port Elizabeth y East London en el este.
El àrea de distribución de esta especie coincide con el de su pariente, Haworthia cymbiformis, y las dos especies interactúan, con H.cymbiformis creciendo en los acantilados, y H.cooperi creciendo en las llanuras de tierras bajas. En ciertos puntos, las dos especies se fusionan.
Se trata de una región de precipitaciones estivales.
Esta es también una especie muy variable, con varias variedades diferentes.

## Taxonomía
Haworthia cooperi fue descrita por Baker y publicado en Refug. Bot. 4: t. 233, en el año 1870.
Variedades aceptadas
- Haworthia cooperi var. cooperi
- Haworthia cooperi var. dielsiana (Poelln.) M.B.Bayer
- Haworthia cooperi var. doldii M.B.Bayer
- Haworthia cooperi var. gordoniana (Poelln.) M.B.Bayer
- Haworthia cooperi var. leightonii (G.G.Sm.) M.B.Bayer
- Haworthia cooperi var. pilifera (Baker) M.B.Bayer
- Haworthia cooperi var. truncata (H.Jacobsen) M.B.Bayer
- Haworthia cooperi var. venusta (C.L.Scott) M.B.Bayer

Haworthia cooperi var. truncata

Sinonimia
- Catevala cooperi (Baker) Kuntze[8]